# István Tóth-Potya
István Tóth-Potya [ˈiʃtvaːn ˈtoːt ˈpocɒ] (* 28. Juli 1891 in Budapest, Österreich-Ungarn; † 6. Februar 1945 ebenda) war ein ungarischer Fußballspieler und -trainer.

## Spielerkarriere

### Verein
István Tóth-Potya begann mit 13 Jahren im Nachwuchs der damaligen Spitzenmannschaft Budapesti Torna Club und wechselte 1906 zum unterklassigen Nemzeti SC, dem 1909 der Aufstieg in die höchste Spielklasse, die Nemzeti Bajnokság, gelang. Tóth etablierte sich dort, besuchte daneben eine technische Hochschule und wechselte 1912 zum Ferencvárosi Torna Club. Bei den Grün-Weißen errang der beidbeinige Stürmer, zu dessen Stärken die Ballbehandlung und die Sprungkraft zählten, auf Anhieb den Meistertitel und den Cupsieg. Nach Siegen in den beiden inoffiziellen Kriegsmeisterschaften im Herbst 1914 und Frühjahr 1915 begann jedoch eine zehn Jahre andauernde Dominanz des MTK Budapest, während der FTC auf zweite bzw. dritte Plätze abonniert war und lediglich 1922 den Cup gewann. Erst in Tóths letzter Saison vor Ende seiner aktiven Karriere, die gleichzeitig auch die letzte Saison vor Einführung des Professionalismus in Ungarn war, gelang 1925/26 nochmals ein Meistertitel.

### Nationalmannschaft
Sein erster Einsatz in der Nationalmannschaft erfolgte im Mai 1909 unter Frigyes Minder bei einer 2:4-Niederlage gegen England. Schon bei seinem zweiten Einsatz, einem 6:0 gegen Norwegen im Vorfeld der Olympischen Sommerspiele 1912, gelang Tóth sein erstes Tor in der Nationaldress. Er gehörte zwar zum von Ede Herczog betreuten Kader der Ungarn, kam aber während des Turniers nicht zum Einsatz. Zwischen 1912 und 1916 gehörte er zur Stammbesetzung der Nationalmannschaft, danach wurden seine Einsätze spärlicher. Sein letztes Spiel machte er im Mai 1926 gegen Österreich. Insgesamt kam Tóth auf 19 Einsätze und traf dabei achtmal ins Tor.

## Trainerlaufbahn
Nach Ende seiner aktiven Karriere blieb Tóth beim FTC und wurde dessen erster Profitrainer. Schon in den ersten beiden Saisonen gelang mit einer Mannschaft aus Altstars wie Imre Schlosser und Mihály Pataki und Nachwuchsspielern wie Márton Bukovi und Vilmos Kohut jeweils das Double aus Meisterschaft und Cupsieg. Darüber hinaus gelang mit Siegen über den Beogradski SK und den SK Admira Wien der Einzug ins Finale des Mitropacups 1928, wo man auf den SK Rapid Wien traf. Mit einem 7:1-Erfolg im Hinspiel machten die Budapester den Gesamtsieg bereits so gut wie perfekt, daran konnte auch eine 3:5-Niederlage in Wien nichts mehr ändern.
1930 verließ Tóth Ungarn und übernahm den Trainerposten bei der US Triestina, mit der er 1930/31 den Klassenerhalt in der Serie A schaffte und dabei dem 16-jährigen Gino Colaussi zu seinem Debüt verhalf. Danach löste er seinen Landsmann Árpád Weisz bei Inter Mailand (damals AS Ambrosiana) ab, wo er eine Mannschaft mit Giuseppe Meazza, Luigi Allemandi und Attilio Demaría zur Verfügung hatte. Nach dem enttäuschenden sechsten Platz 1931/32 musste Tóth jedoch schon nach einer Saison wieder seinem Vorgänger Platz machen.
Tóth kehrte nach Budapest zurück und übernahm den Újpesti FC, den er mit einer Mannschaft um László Sternberg und Stefan Auer auf Anhieb zum Meistertitel 1932/33 führte. 1934 kehrte er für zwei weitere Saisonen zur Triestina zurück, wo mit einem dem Platz 1935/36 die bis dahin beste Platzierung in der Vereinsgeschichte gelang. Wieder in Ungarn wurde er sportlicher Leiter des Erstligaaufsteigers Elektromos, mit dem 1936/37 nicht nur der Klassenerhalt gelang, die Mannschaft etablierte sich sogar langfristig in der höchsten Spielklasse. 1943 übernahm Tóth nochmals den Trainerposten bei Ferencváros.

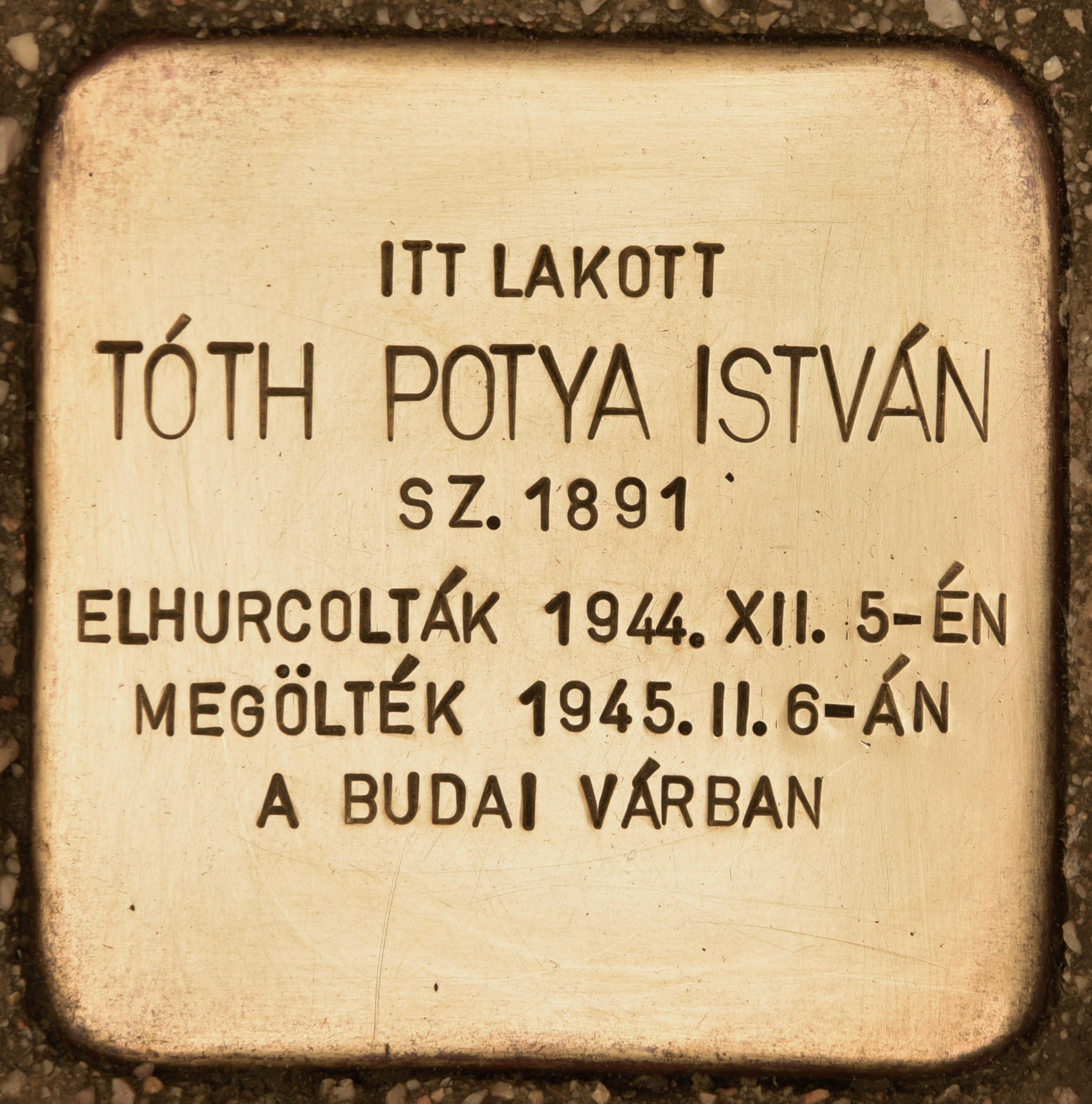
Stolperstein in Budapest

Neben seiner Trainertätigkeit engagierte sich Tóth auch in der Trainerausbildung, hielt Lehrgänge ab und wurde Vorsitzender des Trainerverbandes.
Während des Zweiten Weltkriegs war Tóth im antifaschistischen Widerstand aktiv. 1944 wurde er verhaftet, an die Gestapo übergeben und im Februar 1945 ermordet.

## Erfolge
- 1× Mitropapokalsieger: 1928
- 5× Ungarischer Meister: 1912/13, 1925/26 (als Spieler), 1926/27, 1927/28, 1932/33 (als Trainer)
- 4× Ungarischer Pokalsieger: 1912/13, 1921/22 (als Spieler), 1926/27, 1927/28 (als Trainer)
- 19 Länderspiele und 8 Tore für die ungarische Fußballnationalmannschaft